# Mandideep
Mandideep è una suddivisione dell'India, classificata come municipality, di 39.898 abitanti, situata nel distretto di Raisen, nello stato federato del Madhya Pradesh. In base al numero di abitanti la città rientra nella classe III (da 20.000 a 49.999 persone).

## Geografia fisica
La città è situata a 23° 06' 45 N e 77° 30' 24 E.

## Società

### Evoluzione demografica
Al censimento del 2001 la popolazione di Mandideep assommava a 39.898 persone, delle quali 22.484 maschi e 17.414 femmine. I bambini di età inferiore o uguale ai sei anni assommavano a 7.078, dei quali 3.755 maschi e 3.323 femmine. Infine, coloro che erano in grado di saper almeno leggere e scrivere erano 26.101, dei quali 16.403 maschi e 9.698 femmine.